# Blankenberg (Meckl)
Blankenberg (Meckl) (niem. Bahnhof Blankenberg (Meckl)) – stacja kolejowa w Blankenberg, w kraju związkowym Meklemburgia-Pomorze Przednie, w Niemczech. Znajduje się na linii Bad Kleinen – Rostock i Wismar – Karow. Według DB Station&Service ma kategorię 6.

## Stacja
Stacja znajduje się w północno-zachodniej części powiatu Ludwigslust-Parchim w miejscowości Blankenberg, która należy do tej samej gminy w Amt Sternberger Seenlandschaft. Najbliższe miasta to Warin, cztery kilometry na północ i Brüel, około czterech kilometrów na południe od Blankenberg. 

## Linie kolejowe
- Linia Bad Kleinen – Rostock
- Linia Wismar – Karow